# Svartryssland
Svartryssland eller Svartrutenien är ett historiskt landskap motsvarande nordvästra delen av nuvarande Belarus, regionen omkring Navahradak vid den övre delen av floden Njemen. 
Andra större städer i området är Hrodna (Grodno), Slonim, Vaŭkavysk (Volkovysk), Lida, och Njasvizj. 
Från 1239 kontrollerades området huvudsakligen av storfursten Mindaugas av Litauen. Åren 1239–1248 var de år då de litauiska attackerna var vanligast förekommande, vilket berodde på de ryska furstendömenas svaghet efter tartarernas anfall. Från och med slutet av 1200-talet kom Svartryssland att, tillsammans med Samogitien och de litauiska högländerna, bilda kärnområdet i storfurstendömet Litauen.

## Namnet
Namnsammansättningen med en färg användes först i västeuropeiska källor omkring 1360, men då om området Rödrutenien (Galizien) i Polen och Ukraina. 
På de flesta språk används en namnsammansättning där ett led bygger på det slaviska Rus eller latinets Rutenia, som båda betecknar det medeltida Kievrus (Kievriket). Exempel är vitryska "Чорная Русь", latinets "Ruthenia Nigra" och engelskans "Black Ruthenia" eller "Black Rus'". Det svenska namnet Svartryssland har sitt ursprung i det att svenskan traditionellt inte haft olika benämningar för de östslaviska namnen "Rus" och "Rossija". Jämför den vitryska kritiken mot det svenska namnet "Vitryssland", som lider av samma problem.